# Phyllopodium heterophyllum
Phyllopodium heterophyllum là một loài thực vật có hoa trong họ Huyền sâm. Loài này được Benth. miêu tả khoa học đầu tiên năm 1835.
Phyllopodium heterophyllum là tên khoa học của một loài thực vật có hoa thuộc họ Fabaceae (họ Đậu). Loài này cũng được gọi là "salvinia bean" hoặc "floating bean". Phyllopodium heterophyllum là một loại cây thủy sinh có thể sống trong nước ngọt và thường được tìm thấy trong các hệ thống sông, ao, hồ và các vùng nước chảy chậm.
Phyllopodium heterophyllum có cấu trúc thân mềm, thân dạng nhánh, với các lá trôi nổi trên mặt nước. Lá của cây này có hình dạng đặc biệt, có các cấu trúc như lá đặc biệt gọi là phyllopodiums, giúp nó có khả năng nâng cao khả năng hấp thụ ánh sáng và khí độc. Cây thường có lá màu xanh sáng và có cấu trúc phân tán để giữ cho lá không bị chìm dưới mặt nước. Các bông hoa nhỏ màu trắng hoặc hồng có thể hiện diện trên cây trong mùa hè và mùa thu.
Phyllopodium heterophyllum được coi là một loài cây nổi bật trong các hệ sinh thái nước ngọt. Nó có khả năng tạo ra một mặt nước đặc biệt và cung cấp nơi ẩn náu cho các loài cá, ấu trùng côn trùng và các sinh vật khác. Tuy nhiên, trong một số trường hợp, loài này có thể trở thành cây xâm lấn và gây khó khăn cho các hệ sinh thái nước ngọt khác.